# Camaridium standleyi
Camaridium standleyi är en orkidéart som beskrevs av Mario Alberto Blanco. Camaridium standleyi ingår i släktet Camaridium och familjen orkidéer.
Artens utbredningsområde är Peru. Inga underarter finns listade i Catalogue of Life.